# استعمار إفريقيا
يرجع تاريخ الاستعمار الخارجي لإفريقيا إلى التاريخ القديم والعصور الوسطى والتاريخ الحديث، وذلك اعتمادًا على الكيفية التي يُعرَّف بها المصطلح «استعمار». في اللغة السائدة، تركز النقاشات حول الاستعمار في إفريقيا على الغزوات الأوروبية التي تمخض عنها عصر الإمبريالية الجديدة والتدافع على إفريقيا (1884-1914)، والتي تُبِعت بإنهاء الاستعمار التدريجي. كانت دول أوروبا الإمبريالية قد استعمرت جميع قارة أفريقيا تقريبًا، وتضم القوى الاستعمارية الرئيسية كلًّا من بريطانيا وفرنسا وألمانيا وإيطاليا والبرتغال وبلجيكا. تستعمل أغلب الدول الإفريقية هذه الأيام لغةً مفروضةً من قبل قوة استعمارية حديثة، إذ تُستعمل كلغة رسمية في إدارة الدولة وفي الإعلام.

## تاريخ إفريقيا
- في العصور القديمة، استعمرت شعوبٌ من أوروبا الجنوبية وغرب آسيا مناطقَ شمال إفريقيا، في حين استعمرت شعوبٌ من جنوب شرق آسيا دولةَ مدغشقر.
- في العصور الوسطى، استُعمرت مناطق شمال وشرق إفريقيا من قبل شعوب قادمين من غرب آسيا.
- في العصر الحديث، استعمر الأوروبيون الغربيون جميع أجزاء القارة، وتمخض عنه التدافع على إفريقيا في نهايات القرن التاسع عشر. تُبعت هذه الفترة بموجة من إنهاء الاستعمار بعد الحرب العالمية الثانية.

## الاستعمار في العصور القديمة والوسطى
تعرضت منطقة شمال إفريقيا للاستعمار من قبل أوروبا وغرب آسيا في الحقبة التاريخية المبكرة، وخاصةً من قبل اليونانيين والفينيقيين.
اُسست مستعمرة تجاريةٌ يونانية في نقراطس التي تبعد نحو 50 ميلًا عن مدينة الإسكندرية، وذلك في فترة حكم الفرعون المصري أحمس الثاني (570-526 قبل الميلاد). استعمر اليونانيون إقليم برقة في الوقت ذاته. كان هناك محاولة لتأسيس مستعمرة يونانية في المنطقة المحصورة بين مدينتي شحات وقرطاج في عام 513 قبل الميلاد، والتي تسببت لاحقًا في ترحيل كل من السكان المحليين والقرطاجيين وذلك بعد سنتين من قدوم المستعمرين اليونانيين.
أسس الإسكندر الأكبر (356-323 قبل الميلاد) مدينة الإسكندرية خلال غزوه لمصر، وأصبحت هذه المدينة واحدةً من المدن الرئيسية خلال العصور الرومانية والهلنستية، وذلك بسبب كونها مركزًا تجاريًا وثقافيًا إضافةً إلى كونها مقرًا عسكريًا رئيسيًا ومركزًا للمراسلات.
أسس الفينيقيون عددًا من المستعمرات على طول ساحل شمال إفريقيا وأُسس بعضٌ منها في وقت حديث نسبيًا، كما هو الحال في مدينة أوتيك التي أُسست في سنة 1100 قبل الميلاد تقريبًا. يعود تاريخ تأسيس مدينة قرطاج، التي تعني «المدينة الجديدة»، إلى عام 814 قبل الميلاد. أُسست في ما يُعرف الآن بدولة تونس وبحلول القرن الرابع قبل الميلاد، أصبحت واحدةً من القوى العظمى في منطقة البحر الأبيض المتوسط. أرسل القرطاجيون حملات لاستكشاف المناطق المجاورة وتأسيس مستعمرات على طول ساحل المحيط الأطلسي في إفريقيا. تعود الرواية الناجية التي تصف هذه الحملات إلى القائد العسكري حانون القرطاجي، والتي يُشير المؤرخ دونالد هاردين الذي اقتبس هذه الرواية إلى أنها تعود إلى العام 425 قبل الميلاد تقريبًا.
واجهت مدينة قرطاج الغزو الروماني وعانت منه كثيرًا. تمكنت روما من تدمير قرطاج بالكامل، وذلك بعد الحرب الثالثة والأخيرة بينهما والتي سُميت باسم «الحرب البونية الثالثة» (150-146 قبل الميلاد). يُشير المؤرخ البريطاني هوارد هايز سكولارد إلى وجود خططٍ لإنشاء مستعمرة رومانية جديدة قرب هذا الموقع نفسه من قبل غايوس غراكوس في أواخر القرن الثاني قبل الميلاد ويوليوس قيصر وأغسطس في منتصف وأواخر القرن الأول قبل الميلاد. اُسست هذه المستعمرة بالفعل ومثّلت عاصمة القارة الإفريقية تحت حكم أغسطس والتي عُرفت باسم «مقاطعة أفريكا» آنذاك.
أسس القوط الونداليون مملكةً في القرن الخامس، إلا أنها سقطت بيد الرومان مرة أخرى من قبل الإمبراطورية البيزنطية (الإمبراطورية الرومانية الشرقية). سقطت شمال إفريقيا المسيطر عليها من قبل الرومان/البيزنطيين تحت سيطرة العرب في القرن السابع.
أدخل العرب اللغة العربية والإسلام إلى شمال إفريقيا في أوائل العصور الوسطى، في حين أدخل شعب الملايو لهجات من لغتهم إلى مدغشقر في وقت أبكر من ذلك.
تُعتبر كيب تاون أقدم المدن الأوروبية المؤسسة في القارة الإفريقية، والتي أُسست من قبل شركة الهند الشرقية الهولندية في عام 1652 كمحطة لاستراحة السفن الأوروبية المُبحرة إلى الشرق.

## الحقبة الحديثة المبكرة
ركزت الحملات المبكرة من قبل البرتغاليين على استعمار الجزر غير المأهولة سابقًا مثل جزر الرأس الأخضر وجزيرة ساو تومي، وعلى إنشاء حصون ساحلية لتعمل كقاعدة لأغراض التجارة.

## التدافع على إفريقيا
| بلجيكا   | إيطاليا                   |
| بريطانيا | البرتغال                  |
| فرنسا    | إسبانيا                   |
| ألمانيا  | مستقلة (ليبيريا وإثيوبيا) |

تقسيم القوى الأوروبية لإفريقيا عام 1913. وتظهر الحدود السياسية الحديثة لبلدان القارة التي يعود منشأ معظمها للحقبة الاستعمارية الأوروبية.

تمكنت الإمبراطوريات البريطانية والفرنسية والبرتغالية من الاستحواذ على المناطق الساحلية لكنها لم تتغول في عمق هذه الأراضي. سيطر الأوروبيون على عُشر مساحة إفريقيا فقط، وتركز نفوذهم على طول ساحل البحر الأبيض المتوسط وفي العمق الجنوبي للقارة. كان ليوبولد الثاني ملك بلجيكا واحدًا من بين أوائل القادة الذين اخترقوا الأراضي المحلية لإفريقيا، إذ أدار الكونغو كمقاطعة خاصةٍ به حتى عام 1908. أضفى مؤتمر برلين 1884 صبغةً رسميةً على الإمبريالية الجديدة، والذي شرع به رئيس وزراء مملكة بروسيا أوتو فون بسمارك لتأسيس إرشادات دولية وتجنب النزاعات العنيفة. سمحت نتائج هذا المؤتمر للإمبرياليين بالتوغل في الأراضي دون حصول نزاعات تُذكر. كان التهديد الحقيقي الوحيد لإشعال العنف بين القوى المستعمرة هو حادثة فاشودة في عام 1898 بين بريطانيا وفرنسا والتي حُلَّت بطريقة سلمية. أضافت أوروبا نحو 9 ملايين ميلًا مربعًا (23,000,000 كم2)-أي خُمس مساحة اليابسة على الكرة الأرضية- إلى ممتلكاتها الاستعمارية الأجنبية وذلك في الفترة من 1870 إلى 1914.
يُشير فنسنت خابويا إلى شعور بعض الدول الأوروبية بالاعتزاز بالنفس بعد استحواذها على أراضٍ أكبر من مساحة دولها. يُشير أيضًا إلى مساهمة الإفريقيين في القتال إلى جانب القوى العظمى؛ إذ قاتل مليون شخصٍ من أصل إفريقي إلى جانب الحلفاء في الحرب العالمية الأولى وقاتل مليونا شخص منهم في الحرب العالمية الثانية.
تناول خابويا الأساليب الإدارية لمستعمري إفريقيا؛ إذ أشار إلى «استعمال الفرنسيين والبرتغاليين والألمان والبلجيكيين نوعًا من الإدارة شديدة المركزية والتي أُطلق عليها اسم الحكم المباشر». حكم البريطانييون الأراضي التي استعمروها من خلال تحديد القوى المحلية وتشجيعهم أو إجبارهم على الحكم تبعًا لأهواء الإمبراطورية البريطانية، وقد عُرف هذا النوع بالحكم غير المباشر.
حكمت فرنسا مستعمراتها في إفريقيا من عاصمتها باريس، وعيَّنت الزعماء على نحو فردي وعلى أساس ولائهم لفرنسا دون مراعاة المعايير التقليدية. أسست  فرنسا مستعمرتين فدراليتين كبيرتين في إفريقيا وهما غرب إفريقيا الفرنسي وإفريقيا الاستوائية الفرنسية. عيّنت فرنسا المسؤولين ومررت القوانين وكان عليها أن توافق على جميع التدابير المتخذة من قبل المجالس الاستعمارية.
عارضت المجاميع المحلية في شرق إفريقيا الألماني العمالة القسرية والضرائب المفروضة من قبل السلطة الألمانية. كاد أن يخرج الألمان من المنطقة في عام 1888 بعد ثورة أبوشيري. بعد عقدٍ من هذا، بدت المستعمرة وكأنها محتلة، مع ذلك، «فقد كان هذا صراعًا طويل الأمد وكانت المراكز الإدارية المحلية في الواقع أكثر بقليل من سلسلة من الحصون العسكرية الصغيرة». في عام 1905، ذُهل الألمان باندلاع انتفاضة ذات تأييد واسع. نجحت هذه الانتفاضة في بادئ الأمر، مع ذلك، فقد قُمعت هذه الثورة خلال سنة واحدة عن طريق تعزيز الجنود المسلحين ببنادق رشاشة. جوبهت المحاولات الألمانية للاستحواذ على جنوب غرب إفريقيا بمعارضة متقدة، والتي قُمعت بطرق في غاية الوحشية.
أطلق ليوبولد الثاني ملك بلجيكا اسم «دولة الكونغو الحرة» على مستعمرته الخاصة. أشعلت معاملته القاسية احتجاجًا دوليًا قويًا وأجبرته القوى الأوروبية على التنازل عن سلطته إلى البرلمان البلجيكي.
يُشير خابويا إلى إيلاء القوى الاستعمارية أهمية بالغة لاقتصاديات الاستعمار. تضمن هذا: الاستيلاء على الأراضي، والعمالة القسرية، واعتماد زراعة المحاصيل النقدية لدرجة إهمال المحاصيل الغذائية، وتغيير أنماط التجارة المعتمدة بين دول إفريقيا في عصور ما قبل الاستعمار، وجلب عمال من الهند، والاستمرار باعتبار إفريقيا كمصدر للمواد الخام لتزويد الصناعات الأوروبية. ركزت القوى الاستعمارية لاحقًا على إلغاء العبودية وتطوير البنى التحتية وتحسين خدمات الصحة والتعليم.